# Galianthe fastigiata
Galianthe fastigiata är en måreväxtart som beskrevs av August Heinrich Rudolf Grisebach. Galianthe fastigiata ingår i släktet Galianthe och familjen måreväxter. Inga underarter finns listade i Catalogue of Life.